# 第56屆坎城影展
第56屆坎城影展於2003年5月14日至5月25日在法國坎城舉辦，開幕片為法國導演傑哈·卡胡奇執導的《鬱金香方方》，閉幕片則為美國導演理查·施克爾執導的《電影之光：卓別林的藝界人生》。
本屆最高榮譽金棕櫚獎頒給美國導演葛斯·范·桑執導的《大象》。

## 評審團
- 巴提斯·謝侯：導演。（評審團主席）
- 艾絲維亞·雷·巴克罕：演員。
- 梅格·萊恩：演員。
- 嘉蓮·維雅（法语：Karin Viard）：導演。
- 艾瑞·德·盧卡（義大利語：Erri De Luca）：小說家、翻譯家與詩人。
- 尚·侯謝弗（法语：Jean Rochefort）：演員。
- 史蒂芬·索德柏：導演。
- 丹尼斯·塔諾維奇：導演。
- 姜文：導演、演員。

## 官方單元

### 競賽片
| 中文片名                   | 原文片名                                          | 導演              | 國家或地區                                                      |
| -------------------------- | ------------------------------------------------- | ----------------- | --------------------------------------------------------------- |
| 《光明的未來》             | アカルイミライ                                    | 黑澤清            | 日本                                                            |
| 《棕兔》                   | The Brown Bunny                                   | 文森·加洛         | 美国、 日本、 法國                                              |
| 《監獄淌血》               | Carandiru                                         | 海克特·巴班克     | 巴西、 阿根廷、 義大利                                          |
| 《大宅心慌慌》             | Ce jour-là                                        | 拉烏·盧伊茲       | 法國                                                            |
| 《厄夜變奏曲》             | Dogville                                          | 拉斯·馮·提爾      | 丹麦、 瑞典、 挪威、 芬兰、 英国、 法國、 德国、 荷蘭           |
| 《大象》                   | Elephant                                          | 葛斯·范·桑        | 美国                                                            |
| 《芳心他屬》               | Il cuore altrove                                  | 普皮·艾瓦帝       | 義大利                                                          |
| 《遇見莉莉》               | La petite Lili                                    | 克勞德·米勒       | 法國                                                            |
| 《科特萊特家族》           | Les Côtelettes                                    | 貝特朗·布里葉     | 法國                                                            |
| 《老爸的單程車票》         | Les Invasions barbares                            | 丹尼斯·阿坎德     | 加拿大、 法國                                                   |
| 《灰眼珠的男孩》           | Les Égarés                                        | 安德烈·泰希內     | 法國                                                            |
| 《神秘河流》               | Mystic River                                      | 克林·伊斯威特     | 美国                                                            |
| 《父子迷情》               | Отец и сын                                        | 亞歷山大·蘇古諾夫 | 俄羅斯                                                          |
| 《少女總統》               | پنج عصر                                           | 薩米拉·馬克馬巴夫 | 伊朗、 法國                                                     |
| 《沙羅雙樹》               | 沙羅双樹                                          | 河瀨直美          | 日本                                                            |
| 《池畔謀殺案》             | Swimming Pool                                     | 法蘭索瓦·歐容     | 法國、 英国                                                     |
| 《塔斯魯波的手提箱首部曲》 | The Tulse Luper Suitcases, Part 1: The Moab Story | 彼得·格林納威     | 英国、 西班牙、 義大利、 盧森堡、 荷蘭、 俄羅斯、 匈牙利、 德国 |
| 《我是男我是女》           | Tiresia                                           | 貝特朗·波尼洛     | 法國                                                            |
| 《遠方》                   | Uzak                                              | 努里·比格·錫蘭    | 土耳其                                                          |
| 《紫蝴蝶》                 | 《紫蝴蝶》                                        | 婁燁              | 中国、 法國                                                     |

## 獎項
- 金棕櫚獎：《大象》－ 葛斯·范·桑
- 評審團大獎：《遠方（土耳其語：Uzak (film, 2002)）》－ 努里·比格·錫蘭
- 評審團獎：《少女總統（波斯語：پنج عصر）》－ 薩米拉·馬克馬巴夫（波斯語：سمیرا مخملباف）
- 最佳男演員獎：穆薩法·歐茲德米（英语：Muzaffer Ozdemir）、馬莫·阿敏·托普拉 － 《遠方（土耳其語：Uzak (film, 2002)）》
- 最佳女演員獎：瑪麗-喬絲·克魯茲（法语：Marie-Josée Croze） －《老爸的單程車票》
- 最佳導演獎：葛斯·范·桑 －《大象》
- 最佳劇本獎：丹尼斯·阿坎德 －《老爸的單程車票》

### 獨立單位獎項
- 費比西獎
  - 正式競賽單元：《父子迷情（俄语：Отец и сын (фильм, 2003)）》 － 亞歷山大·蘇古諾夫
  - 一種注目單元：《小人物狂想曲（英语：American Splendor (film)）》 － 夏立·史普林傑·貝曼（英语：Shari Springer Berman and Robert Pulcini）、羅勃·普契尼（英语：Shari Springer Berman and Robert Pulcini）
  - 導演雙週單元：《一日時間（西班牙语：Las horas del día）》 － 海梅·羅薩萊斯（英语：Jaime Rosales (director)）

## 外部連結
- 第56屆坎城影展 （页面存档备份，存于）
- 第56屆坎城影展 （页面存档备份，存于）在網路電影資料庫上的資料。